# Municipio de Gales (Dakota del Sur)
El municipio de Gales (en inglés: Gales Township) es un municipio ubicado en el condado de Aurora en el estado estadounidense de Dakota del Sur. En el año 2010 tenía una población de 54 habitantes y una densidad poblacional de 0,57 personas por km².

## Geografía
El municipio de Gales se encuentra ubicado en las coordenadas 43°37′44″N 98°44′4″O / 43.62889, -98.73444. Según la Oficina del Censo de los Estados Unidos, el municipio tiene una superficie total de 93.99 km², de la cual 93,99 km² corresponden a tierra firme y (0 %) 0 km² es agua.

## Demografía
Según el censo de 2010, había 54 personas residiendo en el municipio de Gales. La densidad de población era de 0,57 hab./km². De los 54 habitantes, el municipio de Gales estaba compuesto por el 100 % blancos. Del total de la población el 0 % eran hispanos o latinos de cualquier raza.